# Tomáš Procházka
Tomáš „Pašek“ Procházka (izg. Prohazka), češki bobnar in tolkalist, * 1946, Češkoslovaška, † 23. oktober 2013.

## Kariera
Tomáš Procházka je že v zgodnjih 1950., tako kot njegovi kolegi Ivan Mládek, Václav Dědina in Pavel Skála, igral dixieland v različnih zasedbah. Banjo Bandu se je pridružil leta 1973, ko je zamenjal bobnarja Jana Pacáka. Član skupine je ostal vse do leta 1989, še vedno pa je s skupino občasno sodeloval.
Njegovo edino vokalno delo je pesem »Švagr má bagr« z albuma Nashledanou! iz leta 1977.
Leta 2012 je na velikem koncertu še zadnjič nastopil skupaj z Banjo Bandom. Poleg njega sta zraven nastopila še dva bivša člana, Ladislav Gerendáš in Petr Kaňkovský, preostala dva člana t. i. zlate zasedbe, Jan Bošina in Ivo Pešák, pa sta že nekaj časa pred tem umrla (Bošina 2004, Pešák 2011).
Procházka je umrl 23. oktobra 2013 za rakom.

## Filmografija
- Kronika žhavého léta[7] (1973)
- Když je v Praze abnormální hic (1976)
- Sláva, nazdar výletu (1978)